# Szürkehátú csér
A szürkehátú csér (Onychoprion lunatus) a madarak osztályának lilealakúak (Charadriiformes) rendjébe, ezen belül a csérfélék (Sternidae) családjába tartozó faj.

## Rendszerezése
A fajt Titian Peale amerikai természettudós és ornitológus írta le 1848-ban, a Sterna nembe Sterna lunata néven.

## Előfordulása
A Csendes-óceán partvidékén, Amerikai Szamoa, a Fidzsi-szigetek, Francia Polinézia, Indonézia, Kiribati, az Északi-Mariana-szigetek, a Salamon-szigetek és az Amerikai Egyesült Államok területén honos. 
Természetes élőhelyei a szubtrópusi vagy trópusi tengerpartok és a nyílt óceán.

## Megjelenése
Testhossza 38 centiméter, szárnyfesztávolsága 73-76 centiméteres, testtömege 115-177 gramm.

## Szaporodása
|  |  |  |

## Természetvédelmi helyzete
Az elterjedési területe rendkívül nagy, egyedszáma viszont csökken, de még nem éri el a kritikus szintet. A Természetvédelmi Világszövetség Vörös listáján nem fenyegetett fajként szerepel.